# داوی آرنود
داوی آرنود (انگلیسی: Davy Arnaud؛ زادهٔ ۲۲ ژوئن ۱۹۸۰) یک بازیکن فوتبال اهل ایالات متحده آمریکا است.
وی همچنین در تیم ملی فوتبال ایالات متحده آمریکا بازی کرده است.